# Плащеносная ящерица
Плащено́сная я́щерица (лат. Chlamydosaurus kingii) — ящерица из семейства агамовых, единственный представитель рода Chlamydosaurus.

## Распространение
Родиной плащеносной ящерицы является северо-запад Австралии и юг Новой Гвинеи. Там она обитает в сухих лесах и лесостепях.

## Характеристика
Длина плащеносной ящерицы составляет от 80 до 100 см, самки значительно меньше самцов. Окраска от жёлто-коричневой до чёрно-коричневой. Выделяется своим длинным хвостом, составляющим две трети длины тела плащеносной ящерицы. Однако наиболее заметная особенность — большая воротникообразная кожная складка, расположенная вокруг головы и прилегающая к телу. Складка содержит многочисленные кровеносные сосуды. Плащеносная ящерица обладает сильными конечностями и острыми когтями.

## Поведение
Плащеносная ящерица живёт в одиночку и, в основном, на деревьях. Свою добычу ищет на деревьях и на земле. При опасности открывает пасть и оттопыривает свой ярко окрашенный воротник, который поддерживается удлинёнными челюстными костями. В дополнение становится на задние ноги, производит шипящие звуки и бьёт хвостом по земле. Таким образом ей удаётся казаться опаснее и крупнее, чем она есть. Для усиления эффекта плащеносная ящерица становится при возможности на возвышенное место.
Воротник может отстоять от тела не более чем 30 см. При спасении бегством она также встаёт и бежит на задних ногах, при этом используя хвост для стабилизации, в большинстве случаев убегает к ближайшему дереву. Ещё одним предназначением оттопыренного воротника является регулировка температуры тела. Утром ящерица ловит им солнечные лучи, а при сильном перегреве он помогает ящерице охладиться. Также он играет важную роль в привлечении самок и борьбе с соперниками.

## Питание
Плащеносная ящерица охотится на насекомых, пауков, мелких млекопитающих и других ящериц. Любит поедать птичьи яйца.

## Размножение
Самец призывает самку к половому акту кивками головы. Если она готова, самец залезает ей на спину и кусает её за шею для того, чтоб не сползти. После успешного спаривания самка закапывает от 8 до 14 яиц в сырую ямку в песке. Спустя примерно десять недель вылупляется потомство.

## Фото

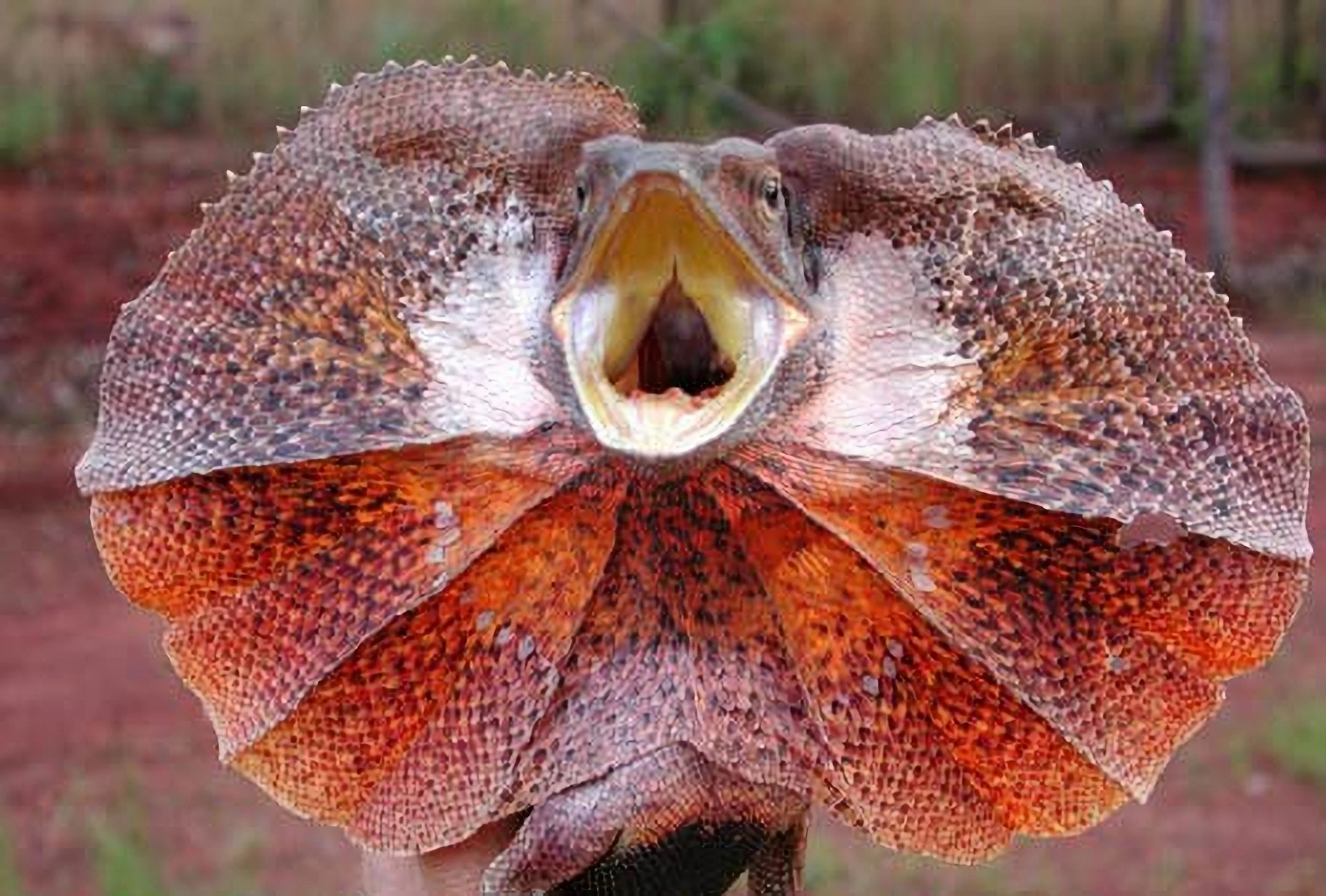
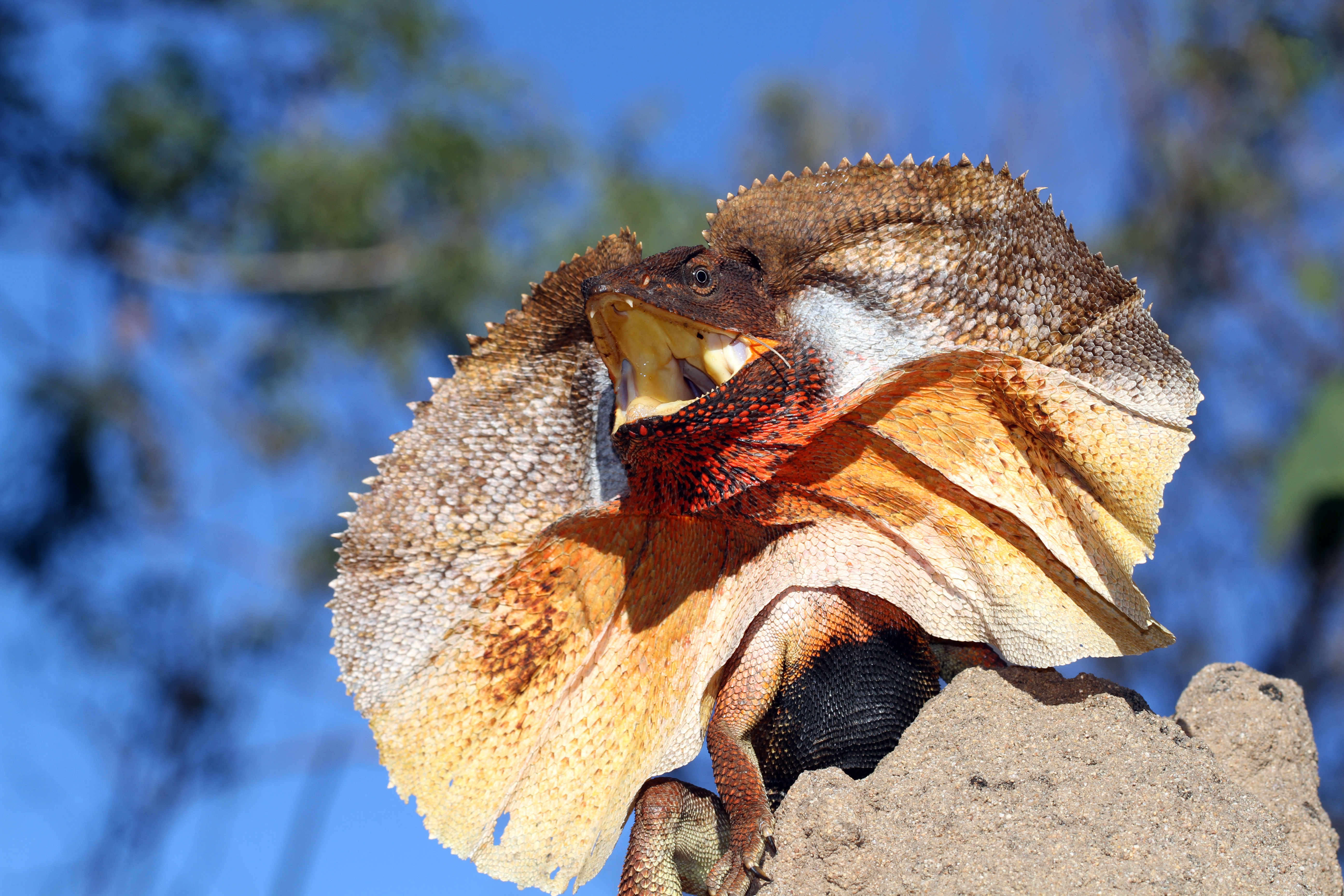
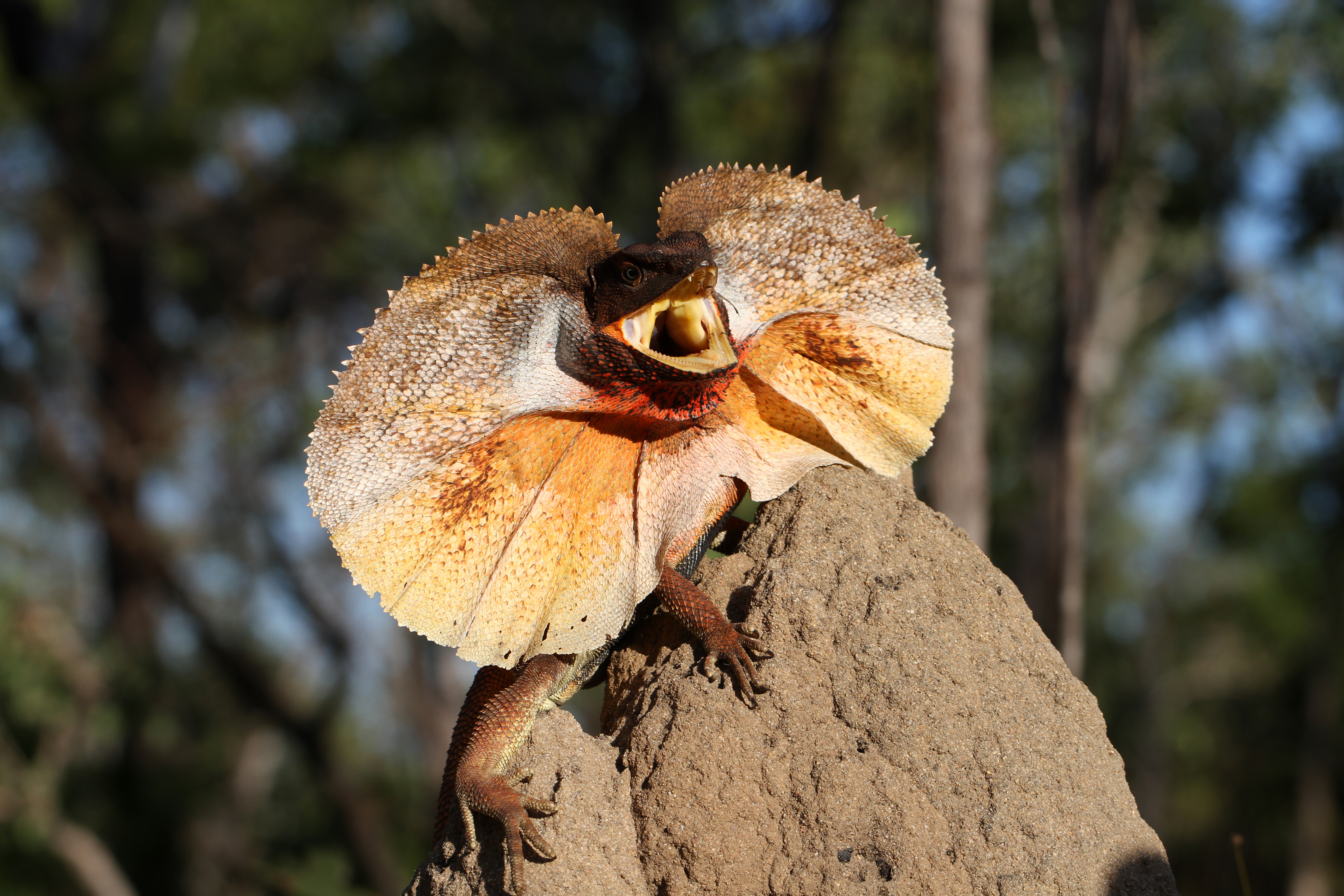
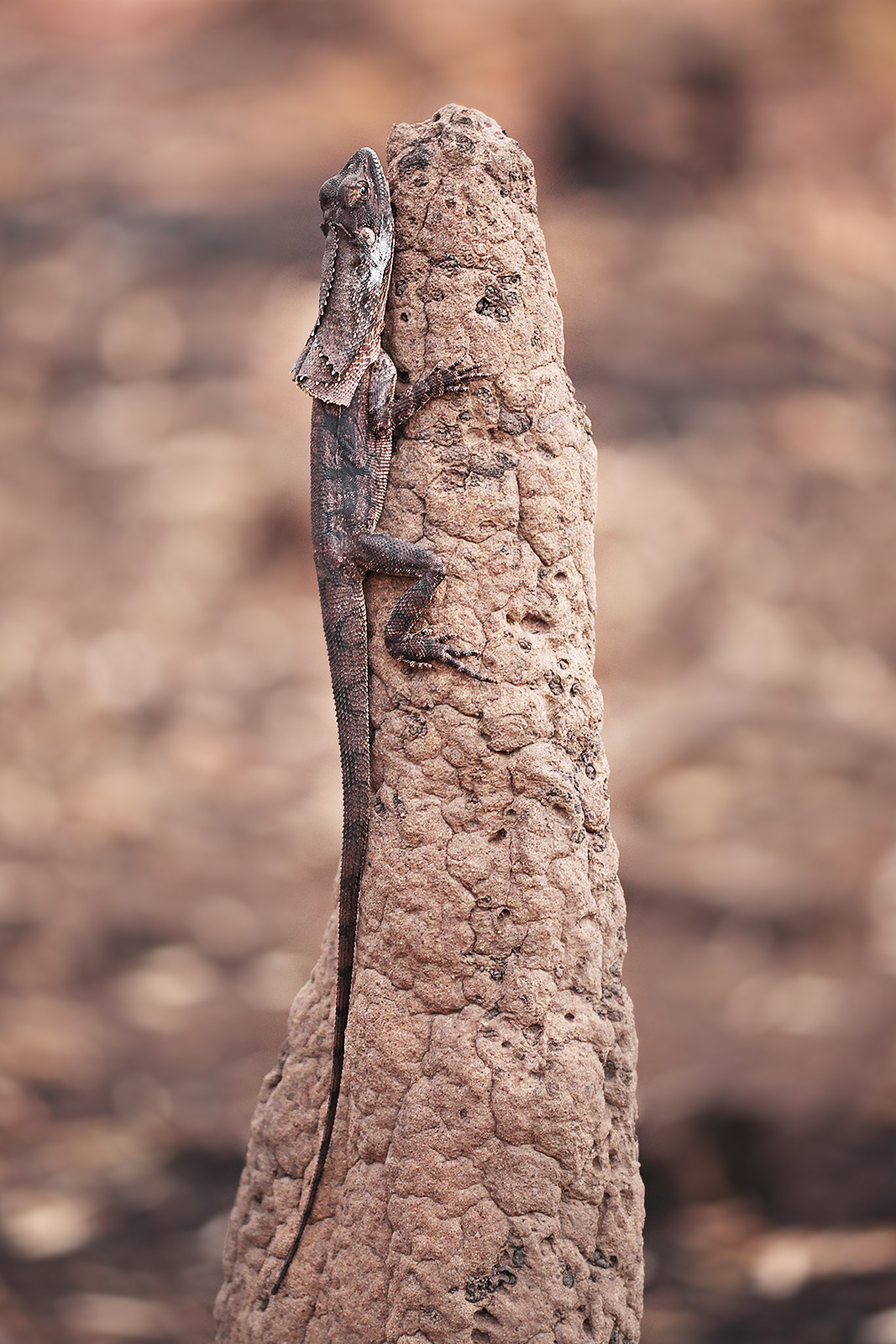